# Sadiq Khan
Sadiq Aman Khan (* 8. října 1970 Tooting, Londýn) je labouristický britský politik, právník a od května 2016 starosta Londýna, jakožto první muslim v čele velkého hlavního města Západu. Jeho rodiče jsou pákistánského původu. V letech 2005–2016 byl členem Dolní sněmovny Parlamentu za volební obvod Tooting. Na funkci rezignoval po nástupu do úřadu starosty. Zastává názory, které ho řadí do umírněného sociálně demokratického křídla strany.
Narodil se v Londýně, vystudoval práva na University of North London a do roku 2005 pracoval jako advokát zejména v oboru lidských práv. V letech 1994 až 2006 byl zastupitelem v londýnském obvodu Wandsworth.
V roce 2008 byl jmenován státním ministrem pro komunity ve vládě Gordona Browna a stal se tak druhým britským Pákistáncem, který kdy sloužil v britské vládě.
O rok později se stal státním ministrem dopravy v téže vládě. Poté, co labouristé odešli do opozice, byl členem několika stínových vlád Jejího veličenstva, než v květnu 2015 tyto funkce opustil, aby se věnoval kandidatuře na starostu Londýna. V září 2015 byl zvolen labouristickým kandidátem na tento post a v květnu 2016 byl úspěšně zvolen. V letech 2021 a 2024 byl znovuzvolen starostou.

## Život
Sadiq Aman Khan (urdsky صادق امان خان‎) se narodil roku 1970 v Tootingu v jižní části Londýna. Byl pátým dítětem z osmi dětí v muslimské rodině pákistánského původu. Jeho prarodiče se přestěhovali z Indie do Pákistánu po rozdělení Indie v roce 1947. Jeho rodiče pak emigrovali z Pákistánu do Anglie krátce před tím, než se Khan narodil. Jeho otec Amanullah Khan pracoval jako řidič autobusu, matka Sehrun byla švadlena. Od svého dětství musel Khan pracovat.
Sadiq Khan se původně chtěl stát zubním lékařem, ale později se na doporučení svého učitele začal věnovat studiu práv a byl přijat na University of North London.

### Právnická kariéra
Po absolvování studií pracoval jako advokát, v roce 1997 se stal v advokátní společnosti partnerem. Praxi opustil v roce 2004, kdy se plně začal věnovat politice.

### Politická kariéra
V letech 1994 až 2006 byl Khan zástupcem Tootingu v zastupitelstvu londýnského obvodu Wandsworth.
V roce 2003 labouristé rozhodli o otevřeném výběru kandidáta na post poslance, což vedlo stávajícího poslance Toma Coxe, který zastupoval Tooting v parlamentu od roku 1974, aby oznámil svůj odchod do politického důchodu. Khan v následujících primárkách porazil dalších pět kandidátů a získal labouristickou nominaci do voleb. V nich byl v roce 2005 zvolen.
V srpnu roku 2006 byl Khan signatářem otevřeného dopisu, který kritizoval zahraniční politiku Tonyho Blaira.
Po změnách, které premiér Gordon Brown udělal ve své vládě v říjnu 2008, byl Khan jmenován státním ministrem pro komunity. V roce 2009 se stal státním ministrem dopravy.

Ve volbách v roce 2010 Khan obhájil svůj post, i když jeho strana přišla o parlamentní většinu. Následně došlo k volbám nového vedení labouristické strany, kde Khan úzce spolupracoval s Edem Milibandem jako manažer jeho kampaně. Ve volbách v roce 2015 Khan podruhé obhájil svůj mandát, když svého soupeře z konzervativní strany porazil jen o 2842 hlasů. Při volbách nového vedení labouristické strany byl jedním z 36 poslanců, kteří nominovali na předsedu Jeremyho Corbyna.

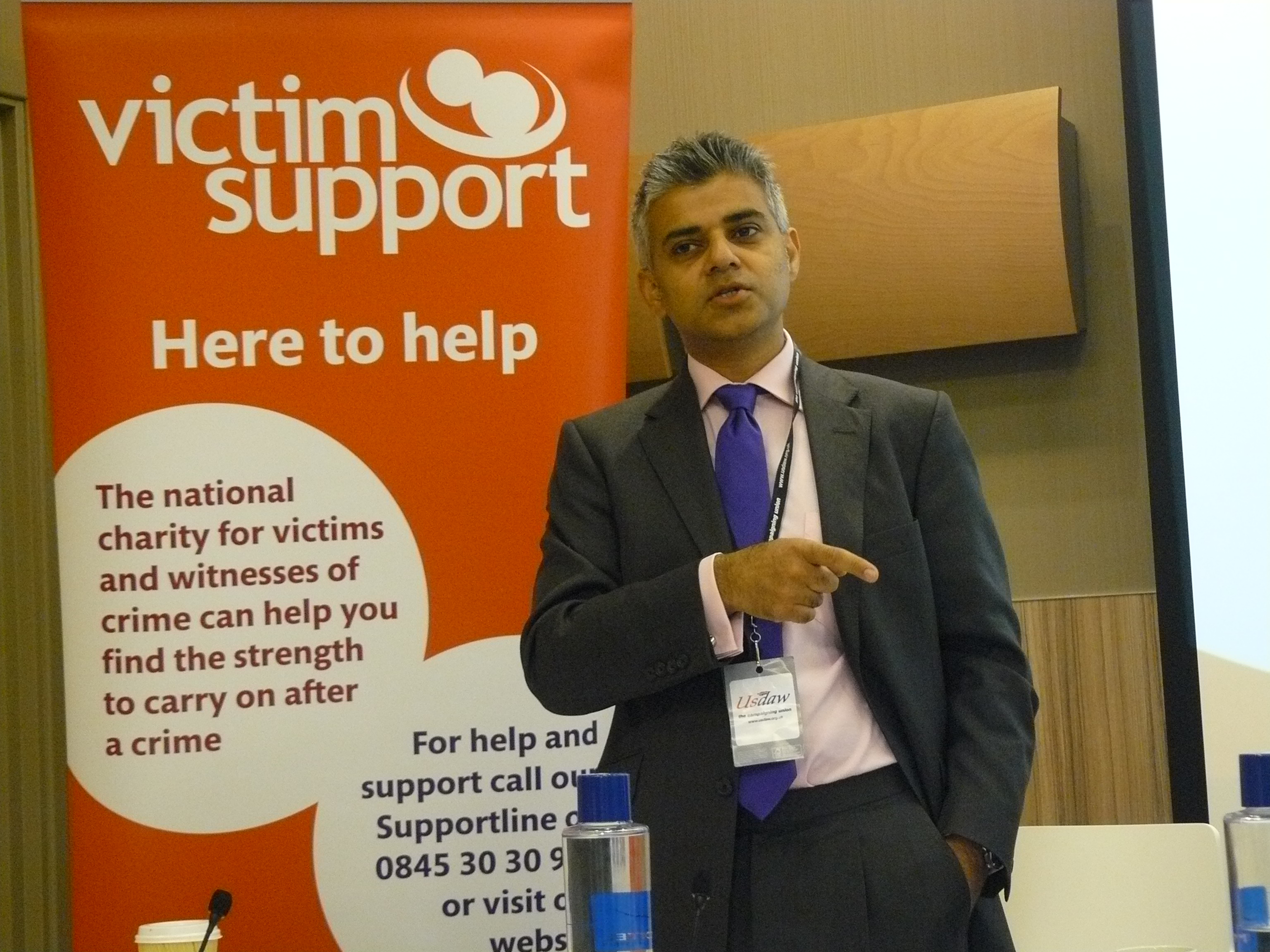
Khan v roce 2011

Od voleb 2010 byl Khan členem stínových kabinetů, a to postupně ve funkcích ministra dopravy, lorda kancléře a ministra spravedlnosti. Později byl jmenován stínovým ministrem pro Londýn.
V roce 2013 Khan tvrdil, že obdržel výhrůžky smrtí poté, co hlasoval ve prospěch zákona o manželství osob stejného pohlaví. Bulvární média vydala zprávu, že imám z mešity v Bradfordu vydal fatvu, podle které se Khan už nemůže považovat za muslima. Khan následně konzultoval s policií otázky své bezpečnosti.
Po spekulacích, které se objevovaly od roku 2013, potvrdil v květnu 2015, že bude kandidovat na starostu Londýna. V září toho roku vyhrál primárky, v nichž s 37,5 % hlasů porazil exministryni Tessu Jowellovou (29,7 %).
V listopadu 2015 slíbil zmrazit v případě zvolení jízdné za jízdy v londýnském metru, vlacích a autobusech na čtyři roky. Podle jeho vyjádření by takový krok stál 450 milionů liber, ale zástupci TfL jeho údaj opravili na 1,9 miliardy liber z důvodu zanedbání každoročního růstu počtu cestujících a nových příjmů z projektu Crossrail, který má být uveden do provozu v letech 2018 a 2019.
6. května 2016 byl Khan zvolen starostou Londýna, když porazil Zaca Goldsmithe. Ve volbách v květnu 2021 post starosty obhájil, když porazil kandidáta konzervativců Shauna Baileyho. Ve volbách v květnu 2024 post znovu obhájil.

### Osobní život
Khan se v roce 1994 oženil s právničkou Saadiyou Ahmed. V manželství se narodily dvě dcery, Anisah (* 1999) a Ammarah (* 2001).

## Politické názory
Političtí komentátoři Nick Cohen a Amol Rajan zařadili Khana do sociálně demokratického křídla Labouristické strany.